# Jordbruk i Sverige

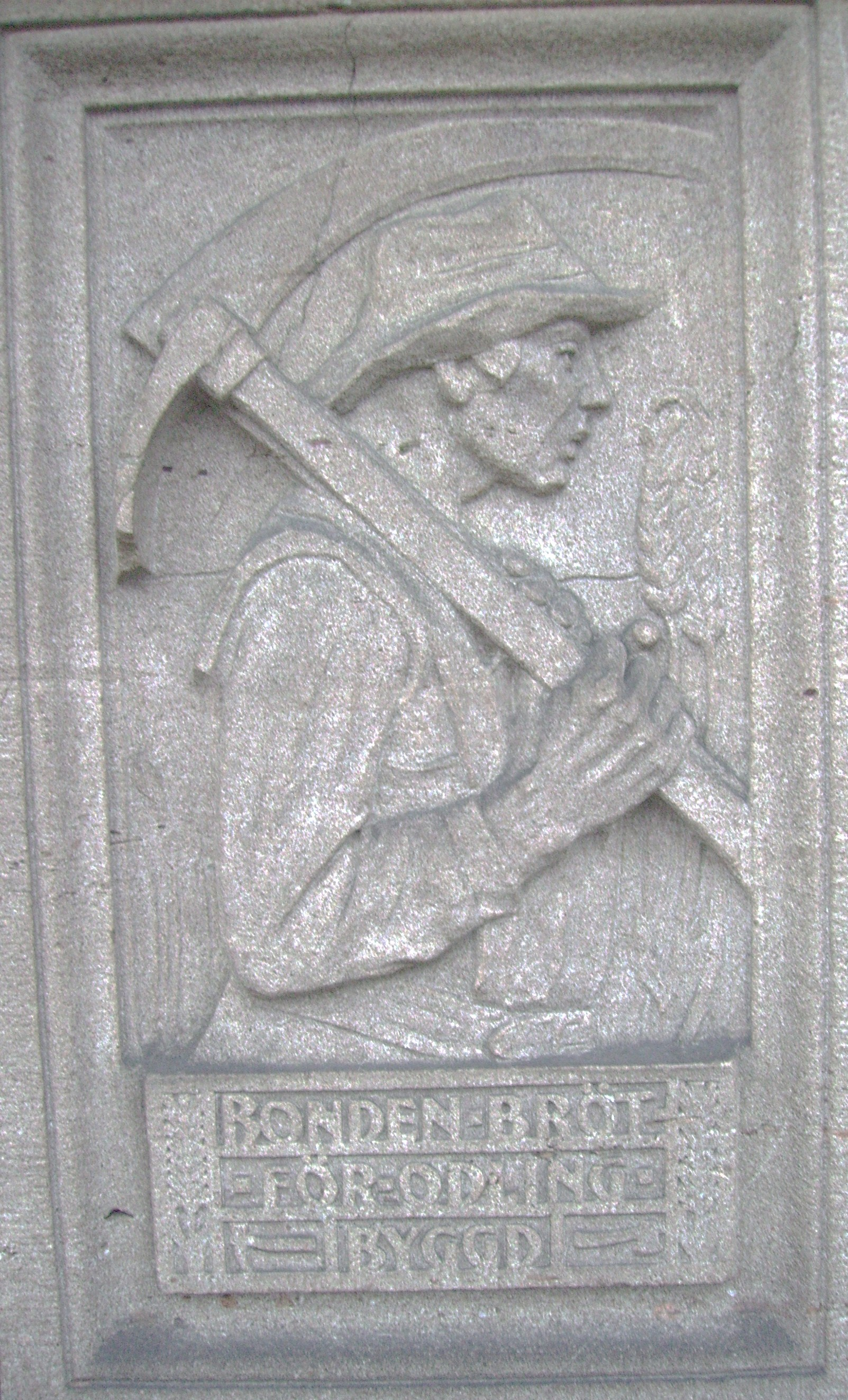
"Bonden bröt för odling byggd". Detalj vid entrén till Nordiska museet.

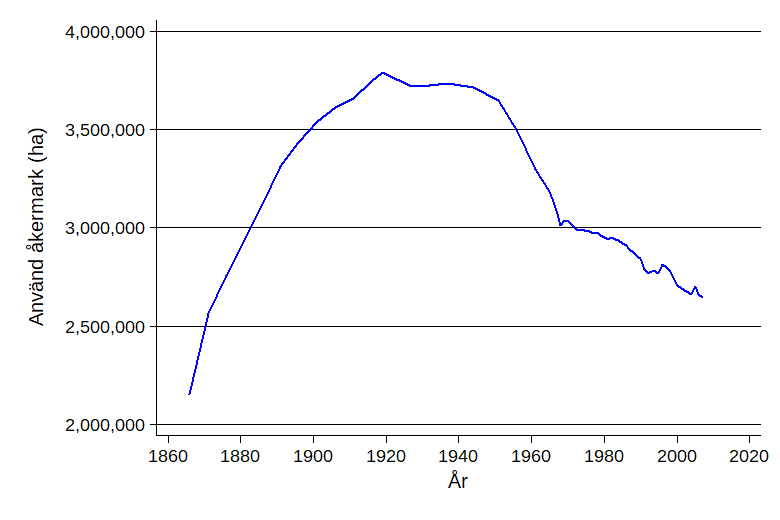
Mängden brukad åkerareal (i hektar) i Sverige för åren 1866-2007.

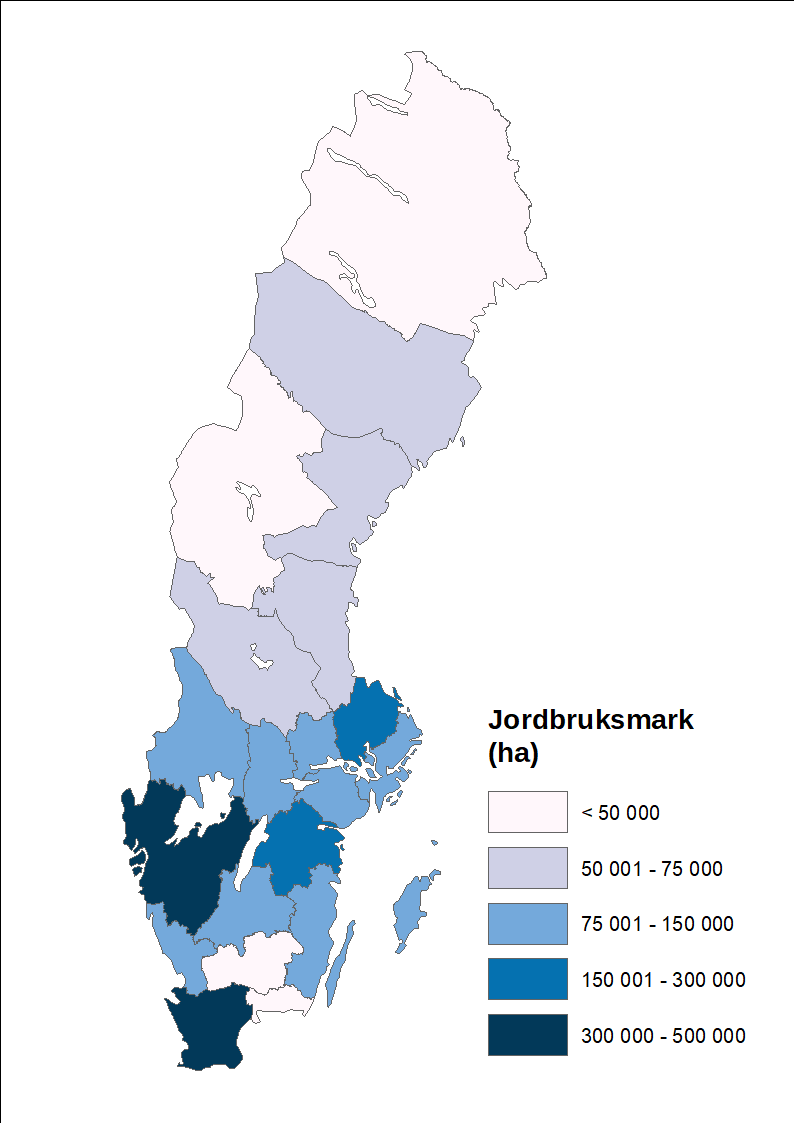
Använd jordbruksmark per län i hektar, 2007.

Jordbruk är en näringsform som typiskt innefattar växtodling och/eller djurskötsel. Jordbruket i Sverige har genomgått ett skifte de senaste 50 åren, där antalet jordbruksföretag har halverats från 1970 till 2016, men där mängden jordbruksareal som varje företag brukar har fördubblats. Cirka 94 procent av den svenska jordbruksmarken utnyttjas idag för produktion och 76 procent av denna mark tillhör produktionsenheter om minst 50 hektar . 
Även produktiviteten hos mjölkkor och avkastningen av säd har ökat markant sedan 1970. År 2016 fanns cirka 63 000 jordbruksföretag i Sverige, och jordbruksnäringen stod för cirka 1,2 % av den totala sysselsättningen i landet. Cirka 8 % av den totala landarealen används som åkermark eller betesmark. År 2020 var den totala jordbruksmarksarealen i Sverige 3 013 000 hektar. Av denna areal var 85 procent, 2 549 500 hektar, åkermark, och 15 procent, 463 500 hektar, betesmark. Jämfört med 2010 hade åkermarken till 2020 minskat med 83 900 hektar (cirka 3 procent) och betesmarken ökat med 11 600 hektar (cirka 3 procent). 
År 2020 fanns 58 791 jordbruksföretag i Sverige, en minskning med 17 procent (12 300 företag) jämfört med 2010.
Sveriges jordbrukspolitik bedrivs på FN-, EU- regerings- och riksdagsnivå.
Förutom odling av grödor och att hålla boskap, så bedrivs även annan verksamhet som hästverksamhet (turridning, ridskolor, ridupplevelser mm), gårdsbutiker med lokalproducerad mat, hantverk och energiproduktion.

## Per region

### Sydsverige
Skåne, Halland, Blekinge, Öland och Gotland. Vegetationsperioden är cirka 7 månader. Här odlas framförallt vete, korn, raps och sockerbetor. Man odlar också mycket potatis, ärtor och andra grönsaker. Svinuppfödning är vanligt i Skåne och södra Halland. Mjölkkor, får och fjäderfä är vanligt på Gotland och Öland.

### Mellansvenska sänkan
Mellansvenska sänkan (Västgötaslätten, Östgötaslätten, Närkeslätten och Mälardalen). Vegetationsperioden är cirka 6 månader. Området var havsbottnen efter istiden och jorden är därför väldigt bördig. Innan man fick ordentliga plogar på 1800-talet kunde man inte plöja den delvis hårda leran. Innan dess var dessa fält ängar som boskap betade på. Nu odlar man istället foder till djuren på ängarna. Gårdarna i mellansvenska sänkan är i regel större än i andra delar av Sverige. Här finns gårdar och slott som har haft tillhörande marker ända sedan 1600-talet. Många gårdar ägnar sig inte åt boskapsskötsel utan bara åt odling. Här odlar man vallväxter, potatis, korn, vinbär, vete och raps.

### Norrlandskusten
Norrlands kust har Sveriges högsta kustlinje. Åkrarna är därför gammal havsbotten. Älvarna som går genom området har också lämnat sediment efter sig som också ger näring till åkrarna. Vegetationsperioden är kort, bara 3-4 månader.

## Miljöpåverkan
Den stora användningen av handelgödsel har påverkat framförallt Hallandskusten och Östersjön. Gödseln göder plankton som då växer och när de dör förbrukar de syre. Då sjunker syrehalten nere vid bottnen. Det gör att djuren där nere dör av syrebrist. En annan miljöpåverkan är ammoniak som uppstår vid lagring av gödsel. Detta kan försura och övergöda. Att först odla mat till slaktboskap är också miljöpåverkande. Om man istället äter spannmål så tjänar man in mycket energi eftersom väldigt mycket energi uppgår i värme vid varje steg i näringskedjan. Lustgas, en potent växthusgas, släpps även ut i samband med tillförseln av kvävegödsel. Med hjälp av precisionsodling kan skador skapta av kvävegödsel minimeras.

## Galleri

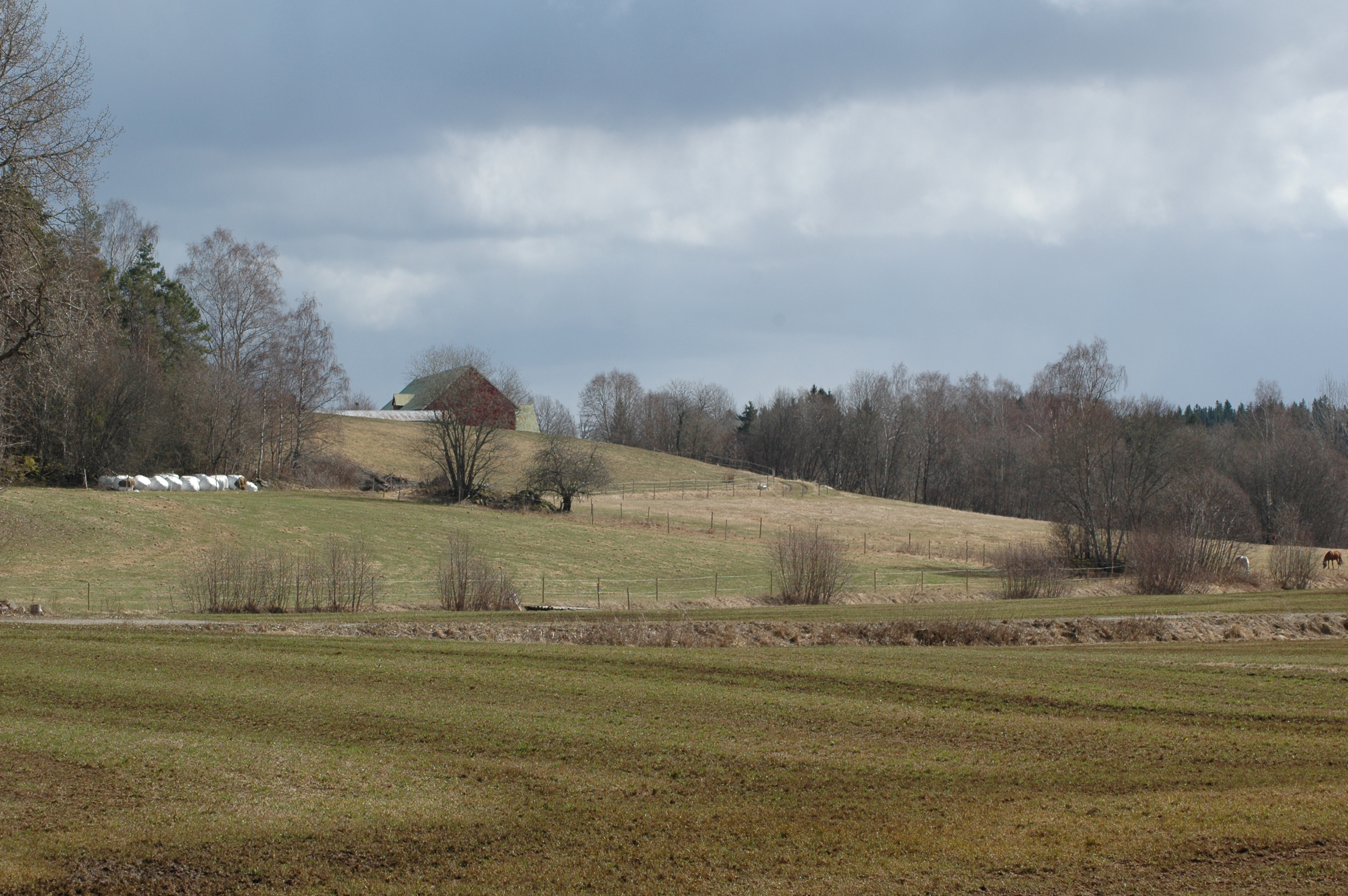
Ett jordbruk i Hakarps socken
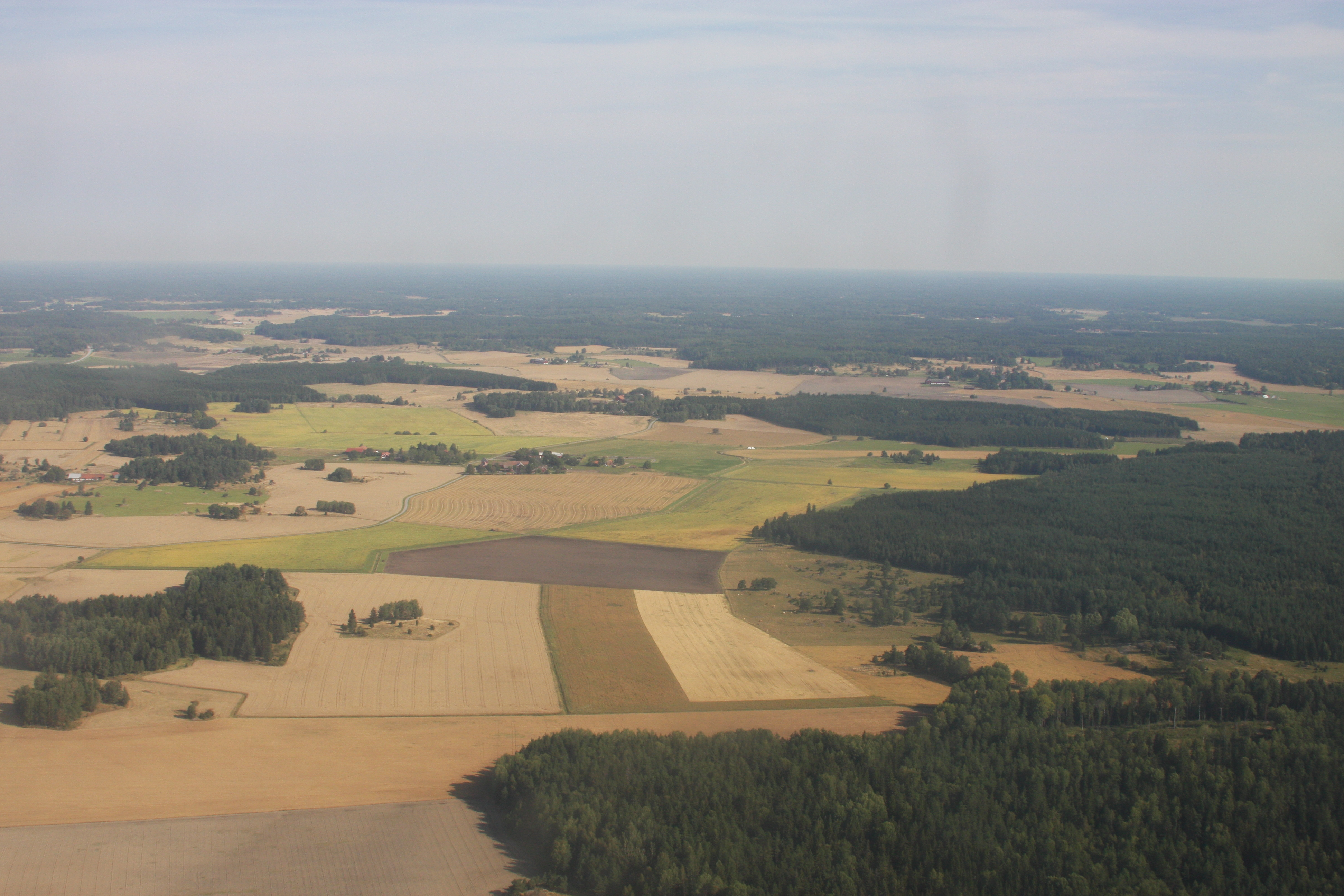
Bruk av jord runt Arlanda